# Actiniopteris semiflabellata
Actiniopteris semiflabellata là một loài dương xỉ trong họ Pteridaceae. Loài này được Pic. Serm. mô tả khoa học đầu tiên năm 1962.